# Étienne Picart
Pour les articles homonymes, voir Picart.
Étienne Picart, dit « le Romain », né le 21 octobre 1632 à Paris, et mort le 12 novembre 1721 à Amsterdam, est un graveur aquafortiste français.

## Biographie
Il est le fils du libraire parisien Bernard Picart, demeurant rue Saint-Jacques, vis-à-vis les Mathurins, Picart fut l’apprenti de Poilly le Vieux.
Après avoir séjourné à Rome, avec son ami et collègue Guillaume Vallet, de 1655 à 1661, après quoi, il prit le surnom de « Romain » pour se distinguer de tous les graveurs du nom de Picart, il revint avec lui à Paris, où l’Académie royale les reçut tous deux, le 19 juillet 1664. Il a gravé les œuvres du Corrège et du Poussin.
En 1711, il quitta Paris pour aller rejoindre, à Amsterdam, où il devait achever sa vie, son fils, le graveur Bernard Picart, né le 11 juin 1673, qu’il avait eu de sa femme Angélique Tournant. Bernard Picart s'est marié le 25 avril 1702 avec Claudine Prost dont il a eu Roger Picart, baptisé le 18 février 1703 ayant pour parrain Roger de Piles. Bernard Picart est mort à Amsterdam en 1733.

## Élèves
- Simon Thomassin.